# Château de Valeyres
Pour les articles homonymes, voir Bonstetten (homonymie).
Le château de Valeyres, également appelé maison Bonstetten est un château vaudois située sur le territoire de la commune de Valeyres-sous-Rances, en Suisse.

## Histoire
C'est la famille de Gallera qui fait construire, au XVe siècle, la première maison sur les lieux. Comme beaucoup de leurs compatriotes bernois, cette famille patricienne avait profité de l'invasion du pays de Vaud en 1536 pour acquérir des terrains et y faire construire. La maison passa ensuite successivement entre les mains de la famille de Manuel, puis celle de Bonstetten en 1707 ; deux membres de cette famille joueront un rôle important dans l'histoire du canton : le bailli de Nyon Charles Victor de Bonstetten (1745-1832) qui devra s'exiler au Danemark après la révolution vaudoise, et son petit-fils Gustave, archéologue qui travailla en particulier sur les mosaïques romaines trouvées à Orbe-Boscéaz. Vers 1820, la façade principale du bâtiment est totalement transformée et refaite à la mode néo-classique de l'époque, avec en particulier la création d'une grande loggia et de colonnades. 
La famille Morel, qui entre en possession du domaine en 1945, va profiter d'une restauration de l'intérieur pour mettre au jour les nombreuses peintures murales qui ornent les murs du vestibule d'entrée, de la salle à manger et des pièces attenantes.
Le bâtiment est inscrit comme bien culturel suisse d'importance nationale. Il se trouve au centre d'un domaine viticole de 3 hectares qui produit de nombreux crus, dont une gamme baptisée Confidentiel, composée de Chardonnay, de Pinot noir et de Gamay et créée en collaboration avec un œnologue externe.